# Herb Nysy

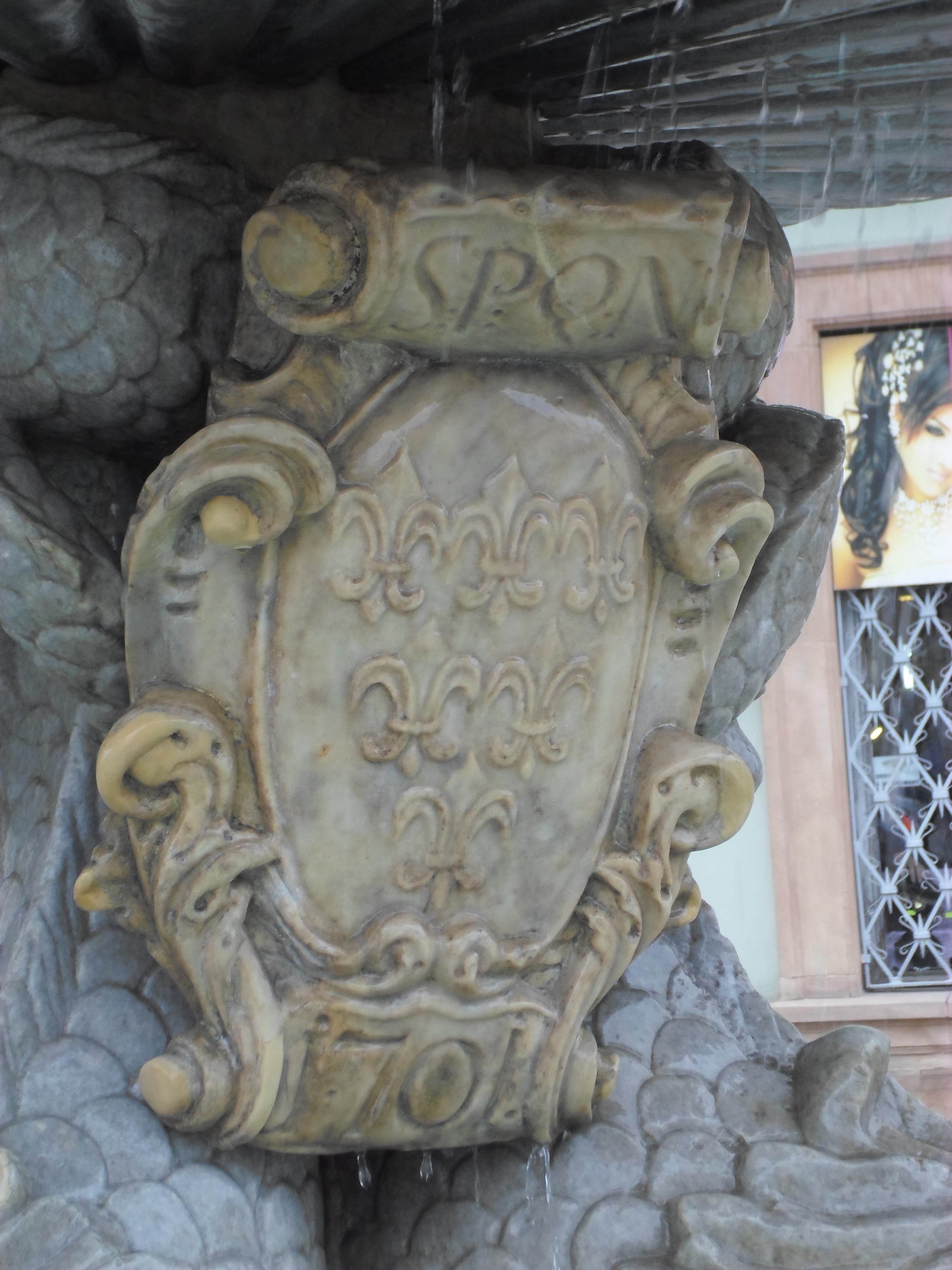
Herb Nysy na fontannie Trytona w Nysie

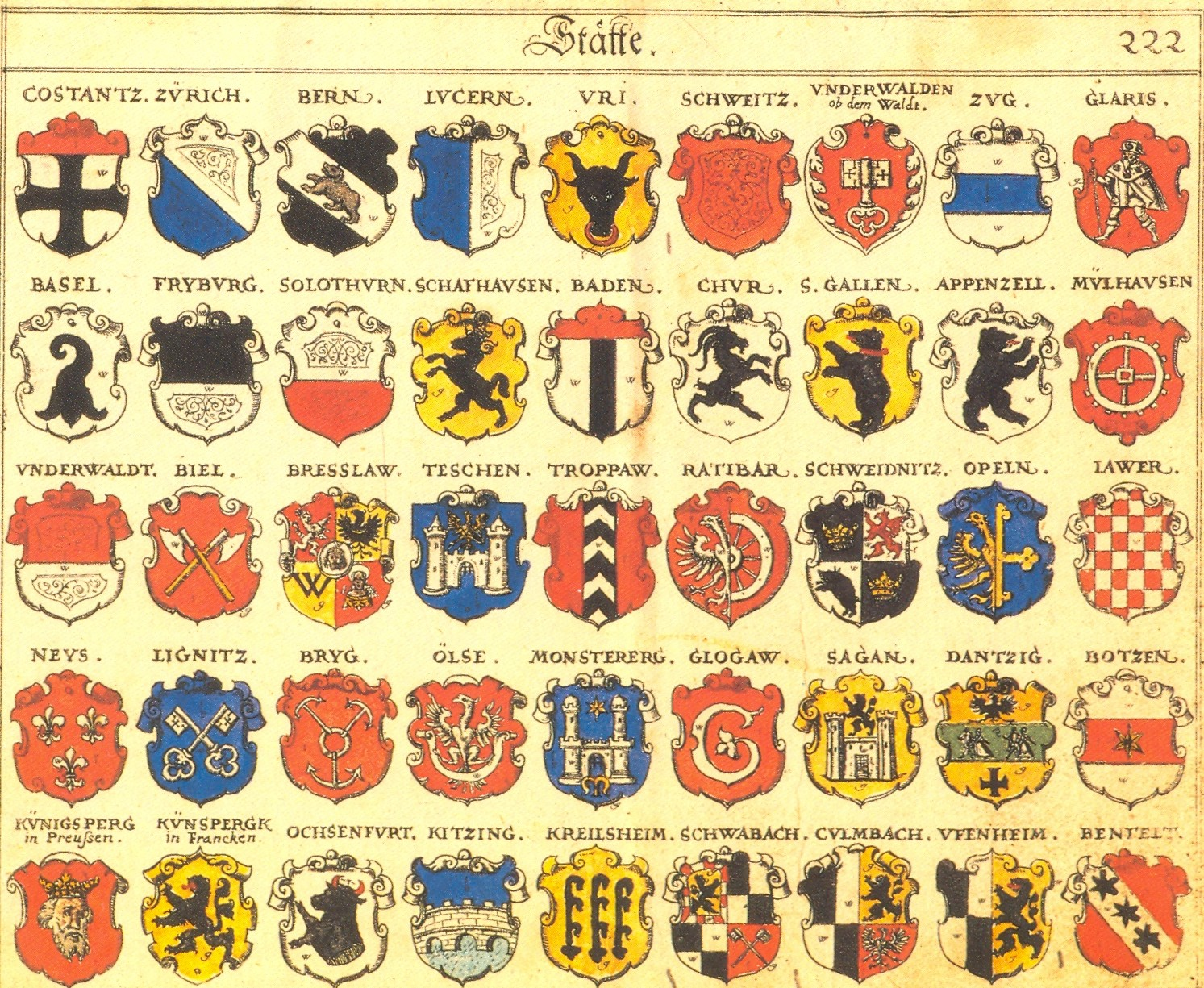
Herb Nysy w herbiarzu Johanna Siebmachera (pierwszy z lewej w czwartym rzędzie)

Herb Nysy – jeden z symboli miejskich Nysy oraz gminy Nysa. Herb Nysy znajdował się też jako jeden z elementów w herbie księstwa nyskiego.

## Wygląd i symbolika
Herb Nysy przedstawia w czerwonym polu tarczy sześć białych (srebrnych) kwiatów lilii, górny rząd o trzech, środkowy o dwóch kwiatach, pod nimi kwiat pojedynczy.

## Historia
Pierwotny herb pojawił się na pieczęci z 1260 i przedstawiał wieżę z bramą, w środku której znajduje się pastorał – symbol władzy biskupów wrocławskich; symbolu tego nie ma na pieczęci z 1290.  W 1306 na pieczęci pojawił się Jan Chrzciciel, patron wrocławskiego kościoła katedralnego i całego biskupstwa wrocławskiego. Święty, trzymający w lewej ręce Baranka Bożego, stoi przed strzelistym, gotyckim budynkiem (być może jest to nyska bazylika); u jego nóg klęczy postać biskupa w mitrze i z pastorałem.
Na pieczęci z 1397 u stóp Jana Chrzciciela pojawiły się dwie lilie (w heraldyce symbol niewinności), na razie jako dodatek. Z początkiem XV w. lilie umieszczono, początkowo, na jednej tarczy, a potem na dwóch, zgrupowane po trzy  (były one wyrazem świeckiej władzy biskupów w księstwie nyskim). 
Nie wiadomo kiedy i na jak długo tarcza z liliami stała się samodzielnym herbem miasta, ale występuje ona w herbarzu Johanna Siebmachera z 1605. Nie wiadomo też, kiedy liczba lilii wzrosła do sześciu – herb w takiej formie znajduje się m.in. na Moście Karola w Pradze oraz w nyskiej katedrze (nie jest jednak pewne czy to wyobrażenie pochodzi z XVI w. czy z okresu regotyzacji kościoła pod koniec XIX w.). Herb z sześcioma liliami jest też na nyskiej Fontannie Trytona z 1701.
W drugiej połowie XIX w. w okresie przynależności do państwa pruskiego pojawiały się oba historyczne herby – sama tarcza herbowa z liliami (np. na pocztówce z 1898) oraz wizerunek św. Jana z dwiema tarczami herbowymi. Ten drugi herb pojawił się na rysunku Otto Huppa z 1898 – w tarczach znajdują się po trzy lilie, natomiast na herbie z 1909, umieszczonym na Szpitalu Miejskim, po sześć.
23 sierpnia 1990 rada miejska przyjęła lilie jako główny herb miasta.